# Edmund Uniacke Russell
Edmund Uniacke Russell, britanski general, * 1888, † 1970.